# Copiii paradisului (film din 1945)
Copiii paradisului (în franceză Les Enfants du Paradis) este un film dramatic romantic francez în două părți, regizat de Marcel Carné, produs în condiții de război în 1943, 1944 și începutul anului 1945, atât în Franța Vichy, cât și în Franța ocupată. Acțiunea se petrece în lumea teatrală a Parisului anilor 1830 și spune povestea unei curtezane și a patru bărbați - un mim, un actor, un criminal și un aristocrat - care o iubesc în moduri complet diferite.
A primit aprecierea unanimă din partea criticilor. „Aș renunța la toate filmele mele pentru a regiza Les Enfants du Paradis”, a spus regizorul nouvelle vague, François Truffaut. În filmul Ducele pe teritoriul său (1957) de Truman Capote, actorul Marlon Brando l-a numit „poate cel mai bun film realizat vreodată”. Trailerul său american original l-a poziționat drept răspunsul francez la Pe aripile vântului (1939), părere împărtășită și de criticul David Shipman. Un vot din 1995, exprimat de 600 de critici și profesioniști francezi, l-a numit „Cel mai bun film realizat vreodată”.

## Semnificația titlului
După cum a remarcat un critic, „în franceză, «paradis» este și denumirea colocvială pentru galeria sau al doilea balcon dintr-un teatru, unde oamenii de rând stăteau și vizionau o piesă de teatru, reacționând la ea cu onestitate și zgomot. Actorii jucau în fața acestor zei ai galeriei, sperând să le câștige favoarea, actorul însuși fiind astfel ridicat la statutul de olimpian.”  Filmul conține multe cadre cu publicul stând peste marginea acestor balcoane (care sunt cunoscute în mod similar sub numele de „ zei ” în teatrul britanic), iar scenaristul Jacques Prévert a afirmat că titlul „se referă la actori... și la public, publicul bun la suflet, din clasa muncitoare.”

## Rezumat
Acțiunea filmului „Copiii Paradisului” se petrece în lumea teatrală a Parisului în timpul Monarhiei din Iulie (1830–1848), având ca temă zona din jurul teatrului Funambules, situat pe Boulevard du Temple – denumit peiorativ „Boulevard du Crime”. Filmul are în centrul acțiunii o curtezană frumoasă și carismatică, Garance (Arletty). Patru bărbați – mimul Baptiste Deburau (Jean-Louis Barrault), actorul Frédérick Lemaître (Pierre Brasseur), hoțul Pierre François Lacenaire (Marcel Herrand) și aristocratul Édouard de Montray (Louis Salou) – sunt îndrăgostiți de Garance, iar intrigile lor dezvoltă povestea în continuare. Garance este intrigată/implicată pentru scurt timp de toți, dar îi părăsește atunci când aceștia încearcă să o forțeze să iubească în condițiile lor, mai degrabă decât după placul ei. Mimul Baptiste este cel care suferă cel mai mult în căutarea iubirii ei.

### Inspirație
Cei patru bărbați care o curtează pe Garance sunt inspirați de figuri reale din Franța anilor 1820–1830. Baptiste Deburau a fost un faimos mim, Frédérick Lemaître – un actor celebru pe „Boullevard du Crime” evocat în film, Pierre Lacenaire – un criminal notoriu, iar personajul contelui Édouard de Montray are ca model pe Ducele de Morny.
Ideea realizării unui film inspirat de aceste personaje a apărut în urma unei întâlniri întâmplătoare la Nisa între regizorul Marcel Carné și actorul Jean-Louis Barrault. În timpul discuției, Barrault a sugerat un film centrat pe Deburau și Lemaître. La acea vreme, Carné era încă nesigur în privința următorului său proiect, așa că i-a propus ideea prietenului și colaboratorului său, Jacques Prévert. Inițial, Prévert a fost reticent, nefiind atras de ideea unui film despre un mim – „Jacques ura pantomima”, avea să spună mai târziu fratele său. Totuși, Barrault l-a asigurat că el și profesorul său Étienne Decroux (care joacă în film rolul tatălui lui Baptiste) se vor ocupa de partea de pantomimă.
Potrivit lui Alexandre Trauner, Prévert a văzut în acest proiect șansa de a introduce și personajul lui Lacenaire, „dandy-ul crimei”, care îl fascina. În contextul ocupației germane din Franța, se zvonește că Prévert ar fi spus: „Nu mă vor lăsa să fac un film despre Lacenaire, dar pot să-l introduc pe Lacenaire într-un film despre Deburau”. Scenariul final include chiar și fragmente din autobiografia lui Lacenaire.

### Structură
Copiii Paradisului este împărțit în două părți, Boulevard du Crime („Bulevardul Crimei”) și L'Homme Blanc („Omul Alb”). Prima începe în jurul anului 1827, a doua aproximativ șapte ani mai târziu. Acțiunea are loc în principal în cartierul Boulevard du Temple din Paris, supranumit „Bulevardul Crimei” datorită tuturor melodramelor și scenariilor sângeroase oferite publicului, în mare parte plebeu, în fiecare seară. Există două teatre principale: Théâtre des Funambules” este specializat în pantomimă, deoarece autoritățile nu permit utilizarea dialogului vorbit, acesta fiind rezervat locației „oficiale”, Marele Teatru.

#### Partea I: Bulevardul crimei
Frédérick Lemaître, un tânăr actor ambițios și afemeiat, visează la glorie și faimă. Într-o zi, o întâlnește pe Garance, o femeie frumoasă care își câștigă traiul participând la spectacole de carnaval, unde își etalează cu grație farmecul fizic. Deși Frédérick încearcă să o cucerească, Garance îi respinge avansurile și îl vizitează în schimb pe Pierre-François Lacenaire, un cunoscut de-al ei. Lacenaire este un personaj periculos și orgolios, revoltat împotriva societății; își ascunde activitățile criminale în spatele unei slujbe de copist.
Curând după aceea, Garance este acuzată pe nedrept că ar fi furat ceasul de aur al unui bărbat, chiar în timp ce urmărea o pantomimă interpretată de Baptiste Deburau și tatăl său, în fața Teatrului Funambules. În realitate, hoțul este Lacenaire. Baptiste, aflat în costumul lui Pierrot, intervine salvator, recreând în tăcere scena furtului prin pantomimă. Datorită intervenției sale, Garance scapă de arest. În acel moment, Baptiste își dezvăluie talentul autentic pentru pantomimă și se îndrăgostește pe loc de Garance. El păstrează cu grijă o floare pe care aceasta i-o oferise drept mulțumire. În fundal, apare o listă de prețuri pentru diferitele categorii de locuri din teatru, inclusiv „Paradise” – cel mai înalt nivel al balconului, destinat celor cu venituri modeste.
Tatăl lui Baptiste este una dintre vedetele Teatrului Funambules. Nathalie, fiica regizorului ,și ea tot mim, este profund îndrăgostită de Baptiste. Înainte de spectacolul din acea seară, un negustor ambulant de haine vechi, Jéricho, îi prezice viitorul: se va căsători cu bărbatul pe care îl iubește, o veste care o încurajează, mai ales că tatăl ei era îngrijorat că starea ei afectivă i-ar putea compromite prestațiile. În aceeași seară, o altercație izbucnește între două grupuri rivale de actori, dar Baptiste și Frédérick reușesc să calmeze mulțimea improvizând un număr de mimă, salvând astfel reprezentația și încasările. Cei mai entuziaști spectatori se află în „paradis”, ultimul etaj al balconului, unde biletele sunt cele mai ieftine.
În acea noapte, Baptiste o vede pe Garance într-un local sordid, „Le Rouge Gorge” (un joc de cuvinte ce trimite atât la pasărea măcăleandru, cât și la gâtul tăiat al fostului proprietar), în compania lui Lacenaire și a complicilor săi. Când o invită la dans, este agresat de Avril, unul dintre bandiți, și dat afară. Totuși, reușește să întoarcă situația în favoarea lui și pleacă împreună cu Garance, căreia îi găsește o cameră în aceeași pensiune unde locuiește și el, alături de Frédérick. Baptiste își mărturisește dragostea, dar când Garance îi spune că nu îi împărtășește sentimentele, el fuge, cu toate că ea îi dăduse de înțeles că ar dori să rămână. Auzind-o mai târziu cântând în camera alăturată, Frédérick se grăbește să i se alăture.
Pe măsură ce timpul trece, Baptiste devine vedeta Teatrului Funambules. Inspirat de pasiunea sa, scrie și interpretează pantomime de mare succes, alături de Garance și Frédérick, care între timp au devenit amanți. Chiar dacă are parte de succes artistic, Baptiste este chinuit de relația dintre cei doi, în timp ce Nathalie suferă tăcut, convinsă că ea și Baptiste sunt meniți să fie împreună.
Garance este vizitată în camera ei de contele Édouard de Montray, un aristocrat bogat și cinic, care îi oferă avere și protecție în schimbul unei relații amoroase. Deși îl respinge batjocoritor, acceptă mai târziu sprijinul lui când este acuzată pe nedrept de complicitate la un jaf și o tentativă de omor, ambele puse la cale de Lacenaire și Avril. Pentru a evita arestarea, este nevoită să apeleze la contele de Montray. Așa se încheie prima parte a filmului.

#### Partea a II-a: Omul în alb
Câțiva ani mai târziu, Frédérick Lemaître a devenit o vedetă celebră a Marelui Teatru. Deși este prosper din punct de vedere artistic, trăiește pe picior mare și este înglodat în datorii. Acest lucru nu-l împiedică însă să saboteze piesa mediocră în care joacă, ridiculizând-o încă din timpul repetițiilor și transformând-o într-o comedie involuntară chiar la premiera oficială. Publicul râde, sala e în delir, dar autorii piesei sunt scandalizați și îl provoacă la duel. Frédérick acceptă. Întors în cabina sa, este confruntat de Lacenaire, care pare că vrea să-l jefuiască și chiar să-l omoare. Însă, în loc de violență, între cei doi se leagă o prietenie neașteptată. Lacenaire, aspirant dramaturg, este fascinat de lumea teatrului, iar a doua zi, împreună cu complicele său Avril, îl ajută pe Frédérick să ajungă la duel, deși acesta este complet beat.
Între timp, Baptiste se bucură de un succes și mai mare la Funambules, fiind aclamat ca un mare mim. A doua zi după duel, Frédérick asistă la un spectacol și este surprins să o descopere în aceeași lojă cu el pe Garance, fosta sa iubită. Întoarsă la Paris după ce a călătorit prin lume alături de contele de Montray, Garance a revenit în secret doar pentru a-l urmări pe Baptiste pe scenă, seară de seară. Știe acum că l-a iubit dintotdeauna. Frédérick, care nu cunoscuse niciodată gelozia, e copleșit de acest sentiment dureros – dar îl recunoaște ca sursă de inspirație pentru interpretarea sa viitoare din Othello. Garance îl roagă să-i spună lui Baptiste că s-a întors, dar înainte ca el să o facă, Nathalie, acum soția lui Baptiste, află vestea de la răutăciosul Jéricho. Ca să o rănească, Nathalie își trimite fiul în loja Garancei, pentru a o confrunta cu imaginea familiei fericite. Până când Frédérick îl anunță pe Baptiste, loja este deja goală.
Garance se întoarce în apartamentul de lux al contelui, unde îl găsește pe Lacenaire așteptând-o. Realizând că Garance nu-l iubește, Lacenaire pleacă, dar la ieșire îl întâlnește pe conte, care e scandalizat de prezența lui. Provocat, Lacenaire îl amenință, arătându-și cuțitul. Mai târziu, Garance îi spune contelui că nu-l va iubi niciodată, fiind îndrăgostită de altcineva. Cu toate acestea, se oferă să întrețină aparențele și chiar să răspândească zvonul că îl adoră, dacă acesta o cere.
Frédérick reușește în sfârșit să interpreteze rolul lui Othello. Contele, care insistă să participe la spectacol alături de Garance, începe să bănuiască cine este, de fapt, bărbatul pe care aceasta îl iubește. Într-o pauză, îl provoacă verbal pe Frédérick. Tot în public se află și Baptiste, care o reîntâlnește în sfârșit pe Garance. Când Lacenaire intervine în favoarea lui Frédérick în disputa cu contele, acesta încearcă să-l umilească și pe el. Lacenaire ripostează, îl numește ipocrit și, trăgând dramatic o perdea, o dezvăluie pe Garance în brațele lui Baptiste, pe balcon. Cei doi se furișează pentru a petrece noaptea împreună în vechea cameră a lui Garance, de la Poșta Mare.
În dimineața următoare, Lacenaire îl asasinează pe conte într-un hamam. Calm, se așază și așteaptă să fie arestat, acceptându-și soarta de condamnat la moarte. La pensiune, Nathalie intră peste Baptiste și Garance. Garance se pregătește să plece, intenționând să prevină duelul dintre Frédérick și conte, fără să știe că acesta fusese deja ucis. Nathalie însă o oprește. Îi spune că plecarea este ușoară, dar adevărata dificultate este să rămâi alături de cineva zi de zi, așa cum ea a făcut timp de șase ani cu Baptiste. Garance răspunde că, deși nu au fost împreună, l-a purtat mereu în suflet, în fiecare zi și noapte. Nathalie respinge declarația ca fiind lipsită de importanță și se duce la Baptiste, permițându-i Garancei să plece.
Baptiste încearcă să o urmeze pe Garance, dar Nathalie îl imploră să rămână. El o respinge și fuge, pierzându-se curând în mulțimea haotică a Carnavalului, printre măști și personaje Pierrot. Finalul filmului îl arată pe Baptiste disperat, dus de valul mulțimii, în timp ce Garance, cu chipul impasibil, părăsește scena în trăsura ei. Mulțimea care îi adusese împreună cândva, acum îi desparte.

## Distribuție
- Arletty ca Claire „Garance” Reine
- Jean-Louis Barrault ca Baptiste Deburau
- Pierre Brasseur ca Frédérick Lemaître
- Marcel Herrand ca Pierre-François Lacenaire
- Pierre Renoir în rolul lui Jéricho
- María Casares ca Nathalie (creditată ca María Casarès)
- Louis Salou ca contele Édouard de Montray
- Gaston Modot în rolul lui Fiul Soiei
- Fabien Loris în rolul lui Avril
- Marcel Pérès ca director al Funambules
- Pierre Palau ca director de scenă al Funambules
- Etienne Decroux ca Anselme Deburau (creditat ca Étienne Decroux)
- Jane Marken în rolul doamnei. Hermine (creditată ca Jeanne Marken)
- Marcelle Monthil în rolul Mariei
- Louis Florencie ca polițist
- Raymond Rognoni în rolul regizorului „Marele Teatru”
- Jacques Castelot în rolul lui George
- Paul Frankeur în rolul inspectorului de poliție
- Albert Rémy ca Scarpia Barrigni
- Robert Dhéry în rolul lui Celestin
- Auguste Bovério ca prim autor (creditat ca Auguste Boverio)
- Paul Demange ca al doilea autor

## Producție

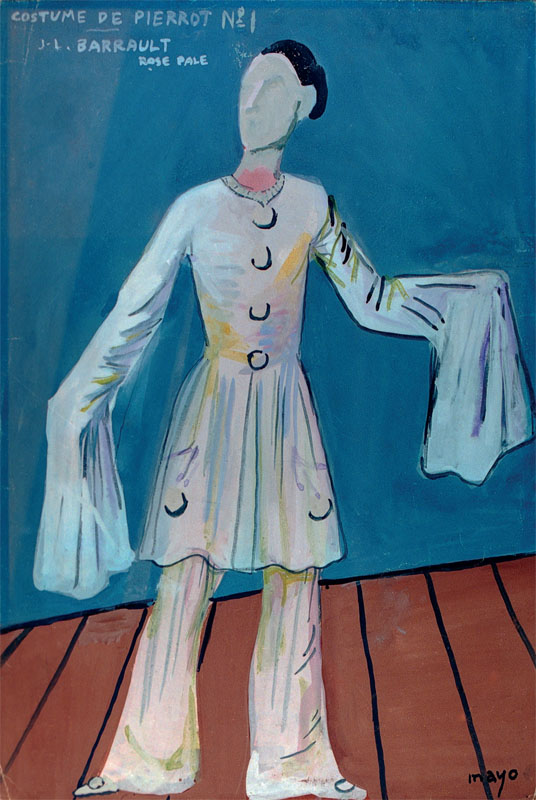
Costumul lui Pierrot pentru Baptiste de Mayo

Filmul a fost realizat în condiții extrem de dificile. Decorurile exterioare din Nisa au fost grav avariate din cauze naturale, exacerbate și agravate de constrângerile teatrale din timpul ocupației germane a Franței în timpul celui de-al Doilea Război Mondial. Filmul a fost împărțit în două părți, deoarece distribuitorul, Gaumont, putea proiecta un film de trei ore doar de jumătate din numărul obișnuit de proiecții. Transformând filmul într-un pseudo-dublu lungmetraj, distribuitorul putea percepe optzeci de franci per bilet, dublul sumei obișnuite, compensând astfel deficitul. Barrault era dedicat producției de premieră a filmului Le Soulier de satin, care a fost un succes, și aproape că i-a oferit rolul unui animator de musical, Jacques Tati, pe atunci puțin cunoscut, înainte de a fi negociat un program care să-i permită să interpreteze ambele roluri.
Critica de film Pauline Kael a scris că, se presupune, „figuranții înfometați au scăpat de o parte din banchete înainte de a putea fi fotografiați”. Mulți dintre cei 1.800 de figuranți erau agenți ai Rezistenței care foloseau filmul ca acoperire în timpul zilei și care, până la eliberare, au trebuit să se amestece cu unii colaboratori sau simpatizanți ai regimului de la Vichy impuși de autorități asupra producției. Alexandre Trauner, care a proiectat decorurile, și Joseph Kosma, care a compus muzica, erau evrei și au trebuit să lucreze în secret pe tot parcursul producției. Muzica a fost asigurată de Orchestre de la Société des Concerts du Conservatoire, sub conducerea renumitului dirijor Charles Münch, care a contribuit personal cu o parte din veniturile sale la Rezistența Franceză. Trauner a locuit (sub un nume fals) cu Carné și Prévert în cele șase luni cât le-a luat să pregătească scenariul. Maurice Thiriet, orchestratorul lui Kosma, a acționat ca fațadă a acestuia.
Constructorii de platouri duceau lipsă de provizii, iar stocul de film al echipei de filmare era raționalizat. Finanțarea, inițial o producție franco-italiană, s-a prăbușit la câteva săptămâni după începerea producției la Nisa, din cauza cuceririi Siciliei de către Aliați în august 1943. În această perioadă, naziștii i-au interzis producătorului, André Paulvé, să lucreze la film din cauza strămoșilor săi evrei, iar producția a trebuit suspendată timp de trei luni. Compania franceză de film Pathé a preluat producția, al cărei cost creștea vertiginos. Decorul principal, lung de un sfert de milă, „Boulevard du Temple”, a fost grav avariat de o furtună și a trebuit reconstruit. Până la reluarea filmărilor la Paris, la începutul primăverii anului 1944, directorul de imagine, Roger Hubert, fusese repartizat unei alte producții, iar Philippe Agostini, care l-a înlocuit, a trebuit să analizeze toate rolele pentru a se potrivi cu iluminarea listei de cadre nesecvențiale; în tot acest timp, electricitatea din studiourile din Paris era intermitentă.
Filmul marchează, de asemenea, prima colaborare artistică dintre Carné și pictorița și creatoarea de costume franceză Mayo, colaborare care avea să continue de-a lungul mai multor filme (Les Portes de la Nuit - 1946, La Fleur de l'Age - 1947, Juliette ou la Clef des Songes, Thérèse Raquin - 1953, Les Tricheurs - 1958). Acest prieten al lui Prévert a început să lucreze la proiect foarte devreme pentru a se cufunda pe deplin în scenariu și în personaje. Materialele, furnizate de Jeanne Lanvin, au permis realizarea costumelor în condiții foarte favorabile, având în vedere perioada dificilă a ocupației franceze.
Producția a fost amânată din nou după debarcarea Aliaților în Normandia, probabil oprită intenționat pentru a fi finalizată abia după eliberarea Franței. Când Parisul a fost eliberat în august 1944, actorul Robert Le Vigan, distribuit în rolul informatorului-hoț Jéricho, a fost condamnat la moarte de Rezistență pentru colaborare cu naziștii și a trebuit să fugă, împreună cu autoarea Céline, la Sigmaringen. El a fost înlocuit la un moment dat de Pierre Renoir, fratele mai mare al cineastului francez Jean Renoir și fiul celebrului pictor, iar majoritatea scenelor au trebuit refăcute. Le Vigan a fost judecat și condamnat drept colaborator nazist în 1946. O scenă în care apare Le Vigan a supraviețuit la mijlocul celei de-a doua părți, când Jericho o denunță pe Nathalie. Carné și Prévert ascunseseră câteva dintre rolele cheie ale filmului de forțele de ocupație, sperând că eliberarea Parisului va avea loc atunci când filmul va fi gata de lansare.

## Receptare critică
Scriind în The Nation în 1947, criticul James Agee a lăudat filmul: „Copiii Paradisului... este aproape de perfecțiunea genului său și îmi place foarte mult genul său - cel mai înalt tip de romantism glamour de mahala despre oamenii de teatru și criminali, realizat cu un stil poetic puternic și cu un fel de sofisticare care doar curăță și limitează, în loc să ucidă sau să rânjească în spatele elementelor sale mai puternice și vulgare.” Recenzie Variety din 1944: „Acest film francez ambițios se dovedește a fi un amestec ciudat de frumos, ezoteric și de-a dreptul plictisitor. Câteva sclipiri surprinzătoare de mimică inspirată și umor galic proaspăt ... într-o performanță inegală a scenariului și regiei... Barrault este strălucit de eficient în rolul imitatorului sensibil și îndrăgostit. Alte roluri principale sunt definite clar și menținute constant într-un film care este un vârf al artei actoricești.” Pauline Kael a lăudat filmul: „Această creație luxuriant de romantică [...] este un film unic, o epopee somptuoasă despre relațiile dintre teatru și viață."
Criticul britanic Leslie Halliwell i-a acordat una dintre rarele sale patru stele din patru, scriind: '&„O evocare magnifică a unui loc și a unei perioade, această melodramă epică extrem de plăcută este imperfectă doar de lipsa căldurii umane și a unei teme reale. Rămâne cu toate acestea unul dintre cele mai memorabile filme ale cinematografiei.”
Leonard Maltin a fost entuziast: „O capodoperă atemporală a cinematografiei (și a povestirii), concentrată pe o trupă teatrală dură din Franța secolului al XIX-lea  ... Înțelept, spiritual și complet captivant.” Filmul a fost al treilea cel mai popular film la box-office-ul francez în 1945.
Rotten Tomatoes, un agregator de recenzii, raportează că 98% dintre cei 42 de critici chestionați au acordat filmului o recenzie pozitivă; cu o notă medie de 9,2/10. Consensul site-ului este: „Interpretările puternice abundă, iar umorul și grația lui Carne sunt evidente în această epopee franceză magistrală (deși lungă).” Criticul de film Roger Ebert l-a adăugat la colecția sa „Mare Film” în 2002. Copiii Paradisului a fost inclus în lista All-Time 100 din 2005 a revistei Time, cu cele mai mari filme realizate din 1923. Scenariul lui Jacques Prévert a fost nominalizat la Premiile Oscar pentru cel mai bun scenariu original la cea de-a 19-a ediție a Premiilor Academiei. Nu este clar ce versiune a filmului a fost onorată; lansarea în SUA a filmului a fost descrisă ca fiind „una de 144 de minute, cu subtitrări inadecvate, lansată la New York în 1947.”

## Versiuni de lansare
Filmul a avut premiera la Paris, la Palatul Chaillot, pe 9 martie 1945, în întregime. Carné a trebuit apoi să se lupte cu producătorii pentru ca filmul să fie difuzat exclusiv în două săli de cinema (Madeleine și Colisée) în loc de una singură, în întregime și fără pauză. De asemenea, a fost pionier în ideea ca publicul să își poată rezerva locurile în avans. Producătorii au acceptat cerințele lui Carné cu condiția să poată percepe dublul prețului de intrare. Copiii Paradisului a devenit un succes instantaneu și monumental, rămânând pe ecranul Teatrului Madeleine timp de 54 de săptămâni.

### Restaurare
În martie 2012, Pathé a lansat o nouă restaurare a filmului. Aceasta a implicat scanarea negativului original al camerei, grav deteriorat, și a altor surse timpurii, folosind un proces digital 4K de înaltă rezoluție pentru a produce o nouă copie master. Această restaurare a fost lansată pe Blu-ray Disc în septembrie 2012.